# Stefano Bonaccini
Stefano Bonaccini, né le 1er janvier 1967 à Modène, est un homme politique italien. Vainqueur lors des élections régionales d'Émilie-Romagne du 23 novembre 2014, il est le président de la région et réélu pour un second mandat le 26 janvier 2020.
Il est le président de la Conférence des régions et des provinces autonomes du 17 décembre 2015 au 9 avril 2021.
Le 12 décembre 2016 a été élu président du Conseil des communes et régions d'Europe. 
Issu de l'aile droite du Parti démocrate, il défend une « autonomie différenciée », c'est-à-dire un transfert de compétences et de moyens de l’État central vers les régions les plus aisées, au détriment des régions du sud de l’Italie, plus pauvres, qui ont besoin d’investissements pour assurer leur développement.

## Biographie
Stefano Bonaccini est né à Modène, le 1er janvier 1967. Il commence sa carrière politique dans les années 1980 en tant que membre de mouvements pacifistes . En 1990, il est nommé assesseur dans la ville de Campogalliano où il résidait.  En 1995, il est élu secrétaire du Parti démocrate de la gauche pour Modène. En 2007, il devient secrétaire provincial du nouveau Parti démocrate et deux ans plus tard, il est élu secrétaire régional du parti pour l'Émilie-Romagne .
Aux élections régionales d' Émilie-Romagne de 2010, Bonaccini est élu conseiller régional pour le Parti démocrate. Le 13 décembre 2013, il est nommé coordinateur national pour les autorités locales au sein du secrétariat national du PD, sous la direction de Matteo Renzi, que Bonaccini a soutenu lors des élections primaires de 2013 .

### Président de l'Emilie-Romagne
Après la démission du président de longue date de l'Emilie-Romagne, Vasco Errani, Bonaccini se présente et remporte l'élection primaire de centre-gauche devenant le candidat du Parti démocrate. Il remporte l'élections avec 60,9 % des voix contre l'ancien maire de Forlì, Roberto Balzani  .
Le 23 novembre 2014, il a remporté les élections régionales en Émilie-Romagne avec 49,1 % des voix, devenant ainsi le 9e président de la région.
Le 17 décembre 2015, Bonaccini a été élu président de la  Conférence des régions et des provinces autonomes, en remplacement du président piémontais Sergio Chiamparino, qui avait démissionné quelques semaines auparavant . Le 12 décembre 2016, il est élu président du Conseil des communes et régions d'Europe.
En 2017 et 2018, Bonaccini met en œuvre une politique visant à accroître l'autonomie politique et fiscale de l'Emilie-Romagne .
Il se présente à nouveau à la présidence régionale d'Émilie-Romagne en 2019, à la fin de son mandat, soutenu par la coalition de centre-gauche. Le 26 janvier 2020 il est réélu pour un second mandat, obtenant 51,4 % des voix, contre 43,6 % pour son principal adversaire, Lucia Borgonzoni. (Ligue).